# Palluau
Palluau is een gemeente in het Franse departement Vendée (regio Pays de la Loire) en telt 824 inwoners (2005). De plaats maakt deel uit van het arrondissement Les Sables-d'Olonne.

## Geografie
De oppervlakte van Palluau bedraagt 7,4 km², de bevolkingsdichtheid is 111,4 inwoners per km².
De onderstaande kaart toont de ligging van Palluau met de belangrijkste infrastructuur en aangrenzende gemeenten.

## Demografie
Onderstaande figuur toont het verloop van het inwonertal (bron: INSEE-tellingen).

1. ↑  Populations de référence 2022.